# Clubiona alluaudi
Clubiona alluaudi là một loài nhện trong họ Clubionidae.
Loài này thuộc chi Clubiona. Clubiona alluaudi được Eugène Simon miêu tả năm 1898.